# 吴忠墓
吴忠墓是位于江苏省南京市紫金山北麓锁金村街道、明初靖海侯吴忠的墓葬，与伯父吴良墓:572、父亲吴祯墓相邻。
1957年，南京相关部门对吴忠墓进行清理。出地墓志因长期浸蚀，多已模糊不清:572。
明初功臣多安葬于南京，分属紫金山北麓（钟山之阴）等地。钟山之阴，因与明孝陵所在的钟山之阳相对，被视为明初功臣的最高礼遇。明代文献中，安葬于钟山之阴的功臣有十余人。而经考古证实的，仅伯父吳良、父亲吳禎等六人，及一位姓名失考者。同一葬地的伯父亲吴良墓、父亲吴祯墓在日后因明功臣者的身份，获得关注，列为全国文物保护单位和世界文化遗产。此墓在1957年完成清理后，如何处理不详。南京市博物馆举办“2012中国航海日郑和时代文物特别展”时，展出此墓出土的部分铁铠甲残片，其余铁铠甲残片尚在清理之中。